# ناتان توئینینگ
ناتان توئینینگ (انگلیسی: Nathan F. Twining; ۱۱ اکتبر ۱۸۹۷ – ۲۹ مارس ۱۹۸۲) ژنرال نیروی هوایی ایالات متحده آمریکا بود، که از ۱۹۵۷ تا ۱۹۶۰ به‌عنوان سومین رئیس ستاد مشترک نیروهای مسلح ایالات متحده آمریکا فعالیت می‌کرد. وی نخستین فردی بود که از نیروی هوایی به این سمت منصوب می‌شد.
توئینینگ فعالیت نظامی را از سال ۱۹۱۵ در نیروی زمینی ایالات متحده آمریکا آغاز کرد و پس از فارغ‌التحصیلی فعالیت به‌عنوان خلبان جنگنده، سپس بمب‌افکن را ادامه داد، از ۱۹۴۳ تا ۱۹۴۴ فرمانده نیروی هوایی سیزدهم بود، از ۱۹۴۴ تا ۱۹۴۶ به‌عنوان فرمانده نیروی هوایی پانزدهم فعالیت می‌کرد و از ۱۹۴۶ تا ۱۹۴۷ فرماندهی تجهیزات هوایی را برعهده داشت.
وی در سال ۱۹۴۷ به نیروی هوایی آمریکا پیوست، از ۱۹۵۰ تا ۱۹۵۳ جانشین رئیس ستاد نیروی هوایی آمریکا بود و در فاصله سال‌های ۱۹۵۳ تا ۱۹۵۷ ریاست ستاد نیروی هوایی آمریکا را برعهده داشت. او در جنگ جهانی اول و جنگ جهانی دوم حضور داشت. وی در سال ۱۹۶۰ پس از ۴۵ سال خدمت، از نیروهای مسلح آمریکا بازنشسته شد. 